# Rhodostrophia cypriaria
Rhodostrophia cypriaria là một loài bướm đêm trong họ Geometridae.